# Philippe Schaaf
Philippe Schaaf (* 1. April 1968 in Straßburg) ist ein ehemaliger französischer Handballspieler.

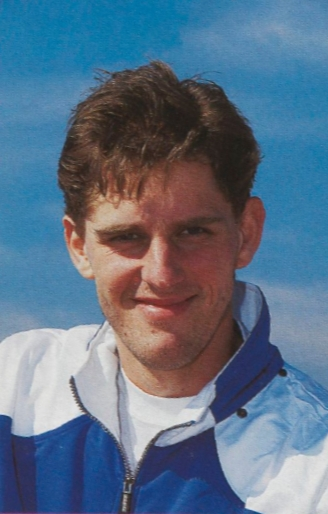
Philippe Schaaf (1994)

## Karriere
Philippe Schaaf war in seiner Kindheit zunächst Torwart. Da er Linkshänder ist, wurde er jedoch zu einem Feldspieler geschult. Der 1,96 m große rechte Rückraumspieler lief in seiner Heimat für Racing Straßburg und US Ivry HB auf. Mit Ivry gewann er 1996 den französischen Pokal. Anschließend wechselte er in die deutsche Handball-Bundesliga zum TV Niederwürzbach, mit dem er im DHB-Pokal 1997/98 im Finale dem THW Kiel unterlag. Da Kiel auch Meister wurde, durfte er im folgenden Jahr im Europapokal der Pokalsieger antreten und kam bis ins Viertelfinale. Nachdem sich der TVN 1999 aufgrund finanzieller Schwierigkeiten freiwillig zurückgezogen hatte, schloss er sich dem TuS Schutterwald an. Bereits zum Jahresende 1999 ging er zum Schweizer Verein TV Suhr, mit dem er 2000 Schweizer Meister wurde. Mit Suhr nahm er an der EHF Champions League 2000/01, dem EHF-Pokal 2000/01 und dem Pokalsieger-Wettbewerb 2001/02 teil.
Mit der Französischen Nationalmannschaft gewann Philippe Schaaf bei der Weltmeisterschaft 1993 Silber. Ausgerechnet beim Gewinn der Weltmeisterschaft 1995 fehlte er verletzungsbedingt. Bei den Olympischen Spielen 1996 belegte er den vierten Platz. Zwischen 1988 und 1996 bestritt er 140 Länderspiele.